# Hélène Ouédraogo Daross
Pour les articles homonymes, voir Ouedraogo.
Hélène Ouédraogo Daross
Hélène Ouédraogo Daross née le 4 octobre 1976 à San Pedro en Côte d’Ivoire est une écrivaine burkinabè.

## Biographie

### Enfance & études
Hélène Ouédraogo, naît à San Pedro. Elle fréquente l’école primaire public Plateau II à Dabou. Puis le Collège Dimbolobson de Boussé dans le Oubritenga au Burkina Faso. Au Lycée provincial Vénégré, elle obtient le Baccalauréat série A et s’inscrit en Lettre Modernes à l’Université Joseph Ki-Zerbo. Elle y fait la Licence, la Maitrise et le Diplôme d’Etude approfondis en littérature francophone. Elle suit une formation en éducatrice du préscolaire adjoint avant de devenir inspectrice d’éducation des jeunes enfants.
Docteur en littérature francophone, elle s’installe à Ottawa au Canada où elle passe le baccalauréat en éducation.  Elle exerce le métier d'enseignante en art dramatique au Québec.

## Œuvres littéraires
2016 : La trilogie de l’Enrhumée enturbannée